# نواب البنغال ومرشد أباد
نواب البنغال ومرشد أباد هم حكام الولاية السابقة للبنغال وأوريسا.وقد خدموا كحكام ولاية البنغال من عام 1717 إلى عام 1765. وكانوا مجرد تابعين ثانويين لإمبراطورية المغول. وقد تعرض سراج الدولة آخر نائب مستقل للبنغال للخيانة من قبل مير جعفر في معركة بلاسي التي انتهت بهزيمة البنغال وتولي بريطانيا حكم البنغال في عام 1757، وقد ولت مير جعفر العرش وأسست لنفسها قوة سياسية في البنغال.
تم تأسيس نظام الحكم الثنائي في عام 1756، والذي حكم فيه النواب باسم البريطانيين وقد كانوا مجرد دمى في أيديهم.تم إبطال هذا النظام في عام1772  وقد أخضعت البنغال لسيطرة بريطانيا المباشرة. وفي عام 1793، نزعت السلطة من يد النواب وأصبحوا  مجرد متقاعدين في شركة الهند الشرقية البريطانية.
وفي الأول من تشرين الثاني من عام 1880، تنازل منصور علي خان- النائب الأخير للبنغال- عن سلطته لصالح ابنه الأكبر حسن علي ميرزا.
وبعد تنازل منصور علي خان عن الحكم، خلف نواب مرشد أباد نواب البنغال وعرفوا باسم نواب بهادور في مرشد أباد، وقد حصل هذا التغيير في اللقب عندما تم إلغاء لقب نواب البنغال في عام 1880.
ولم يكن لهم رأي فيما يخص  حصة الإيرادات التي يتم  جمعها، وقد تم إيقافهم عن استخدام أي سلطة.وبعد استقلال الهند في عام 1947، أعلن أنه يجب على الولايات الأميرية أن تنضم إما إلى الهند أو باكستان (شرق/غرب باكستان).
أصبحت العاصمة مرشد أباد جزء من شرق باكستان (الذي يعرف الآن ببنغلاديش)  لمدة يومين، حيث يشكل المسلمون غالبية السكان.وقد أصبحت جزء من الهند في السابع عشر من شهر آب في عام 1947، وبعد ذلك تم إسقاط العلم الباكستاني من قصر هازارداري وتم رفع العلم الوطني الهندي فوقه. وبعد أن انضمت باكستان للهند، لم تملك أي قوة  حيث أن حكومة الهند قد سيطرت على جميع الولايات الأميرية في الهند. وقد وصل حكم النواب إلى نهايته في عام 1969 عندما كان واريس ميرزا هو الأخبر ولم يعقبه أحد على الرغم من أنه قد ترك ثلاثة أبناء وثلاث بنات إلا أنه لم يكن هناك خلف واضح للقب بعد وفاته لأنه حرم أحدهم وعارض الآخرون إرادته.
وفي نهاية المطاف، أعلنت المحكمة العليا في الهند في شهر آب من عام 2014، أن سيد محمد عباس علي ميرزا (المولود في عام 1842) هو وريث نواب باهادور السابقين في مرشد أباد؛ وريثًا شرعيًا لممتلكات ومكتب النواب الذي كان متوقفاً منذ وفاة خاله علي ميرزا (ثالث نواب بهادور في  مرشد أباد) عام 1669. مع ذلك، تجدر الإشارة إلى أنه بعد استقلال الهند في عام 1947، تليها صدور دستور الهند في السادس والعشرين من شهر كانون الثاني عام 1950، والذي حول دولة الهند إلى جمهورية الهند، ألغت المادة 18 من الدستور الهندي جميع الألقاب، باستثناء تلك التي تقدمها حكومة الهند لأولئك الذين تركوا بصماتهم في المجالات العسكرية والأكاديمية. ومع ذلك، في إطار سياسة «برايفي بيرس»، تم السماح للنبلاء بالتمتع ببعض الامتيازات والاحتفاظ بألقابهم. لكن هذه السياسة ألغيت في عام 1971 بموجب التعديل السادس والعشرين لدستور الهند. وهكذا تم إلغاء لقب «نواب بهادور من مرشد أباد» رسميا، دستوريا وقانونيا في عام 1971.

## البنغال
يشمل مصطلح «البنغال» على المنطقة البنغالية العرقية التي تشمل على سبيل المثال وليس الحصر جميع المقاطعات داخل جمهورية بنجلاديش الشعبية، وكذلك غرب البنغال، في الهند. خلال التقسيم الأول للبنغال في أوائل القرن العشرين، تم إنشاء مقاطعة جديدة هي البنغال الشرقية، كمقاطعة ملازمة للحكم إلى جانب أسام. في عام 1911، أعيد توحيد البنغال الشرقية (بنغلاديش الآن) مع البنغال، وأصبحت المقاطعات الجديدة في الشرق هما: آسام، وولاية البنغال. وهكذا اكتسب  النواب حكم أوريسا، التي كانت في وقت سابق جزءًا من البنغال. وهذا هو السبب في ذكر نواب البنغال أيضاً باسم «نواب البنغال» أحيانا، - حيث أن كلمة ناظم (أو، سبهدار) تعني الحاكم الإقليمي وقد  حكموا أكثر من ثلاثة سواح بينما كان نواب مرشد أباد هم الحكام المحليين في مدينة مرشد أباد. ومعظم مناطق البنغال المعاصرة مأهولة من قبل البنغاليين الذين يتحدثون اللغة البنغالية.

## التاريخ قبل حكم النواب

### سلاطين البنغال
حكم سلاطين البنغال الأوائل حتى عام 1282 الذي أعقبه حكم العديد من السلالات المتعاقبة. تولى إلياس شاه مؤسس سلالة إلياس شاهي، الحكم الكامل للبنغال قديما  ثم تحولت العاصمة إلى سونارجاون (والتي تعرف في  يومنا هذا ب دكين بنغلاديش). وقد كان واحدا من الحكام المستقلين للبنغال. وقد بنى ابنه الذي خلفه، اسكندر شاه، مسجد أدينا في باندوا بالقرب من جور.وقد كان يعرف مسجد أدينا في العصور الوسطى بأنه  الأكبر في البنغال غير المقسمة، وكذلك في شبه القارة الهندية بأكملها.

#### الإمبراطورية المغولية
ظهرت الإمبراطورية المغولية  كإمبراطورية قوية في شمال الهند. غزا بابور، المحارب الذي يقرب محاربين أسطوريين - تيمور وجننجيس خان،  شمال الهند وهزم إبراهيم لودي من سلالة لودي. وهكذا أصبح بابور أول إمبراطور للمغول، وقد خلفه ابنه همايون. في الوقت نفسه، برز شير شاه سوري (المعروف باسم فريد خان) من سلالة سوري، ونصب نفسه كحاكم بيهار الحالية من خلال هزيمة غياس الدين شاه. لكنه فقد منصبه في المملكة بسبب بعثة همايون المفاجئة. وفي عام 1539، واجه شير خان همايون في معركة شوسا وأجبر همايون على الخروج من الهند. وبفضل لقب شير شاه، صعد إلى عرش دلهي. كما استولى على أغرا وامتدت سيطرته من البنغال في الشرق، إلى نهر إندوس في الغرب. بعد وفاته، خلفه ابنه إسلام شاه سوري. ولكن في عام 1544 قد تمزقت سوريس بسبب النزاعات الداخلية. فاستغل همايون هذه الميزة وسيطر على  لاهور ودلهي، لكنه توفي عام 1556 م. وخلفه أكبر، الذي هزم داود خان كاراني من سلالة كاراني البنغالية (أو، سلالة كارناني). بعد ذلك، تولى  حكام معينين من قبل الأباطرة المغول السيطرة على كامل البنغال، وقد حكم المغول البنغال حتى عام 1716 م.
كانت صوباح في البنغال  واحدة من أغنى أجزاء الإمبراطورية المغولية. وقد كانت هناك عدة وظائف في ظل النظام الإداري المغولي خلال عهد أكبر. فقد  كان «الديواني» هبارة عن نظام لإدارة الإيرادات الإقليمية في ظل المغول. كان نظامي (الإدارة المدنية) وديواني (إدارة الإيرادات) هما الفرعان الرئيسيان لإدارة المحافظات في ظل المغول. وقد كان «سوباهدار» (المحافظ أو الوالي الحاكم)، هو المسؤول عن النظام.وقد كانت هناك سلسلة من المسؤولين التابعين تحت نظام «النظام» في الجانب التنفيذي وتحت نظام «الديواني» على الدخل والجانب القضائي.

##### تراجع الإمبراطورية المغولية
بينما بدأت إمبراطورية المغول في التراجع، نما النواب في السلطة، على الرغم من أنهم تابعون  لإمبراطورية المغول. كانوا يتمتعون بقوة كبيرة في حد ذاتها وأصبحوا في نهاية المطاف حكامًا مستقلين لمنطقة البنغال، لجميع الأغراض العملية، بحلول أوائل القرن الثامن عشر.

## التاريخ خلال حكم النواب

### ظهور نواب النظام من البنغال
وصل مرشد قولي خان إلى ديوان البنغال في عام 1717 م. كان هناك أربعة من الديوان قبل وصوله. وبعد وصوله  تولى عظيم-هو-شان مكتب النظام. دخل عظيم في نزاع مع مرشد قولي خان بسبب السيطرة المالية الإمبراطورية. وبالنظر إلى شكوى خان، الإمبراطور المغولي آنذاك، أمر أورنجزيب بنقل عظيم إلى بيهار. عند رحيله عن منصبه، توحد المنصبان  في منصب واحد وأصبح مرشد قولي خان  أول نائب رئيس نظامي للبنغال. تم تعيين مرشد خان «نائب نظام البنغال» وبرز كحاكم للبنغال تحت المغول. ظلت مرشد أباد عاصمة  البنغال تحت حكم النواب. تعرض نائب  سراج الدولة  للخيانة في معركة بلاسي من قبل مير جعفر. وقد خسر لشركة الهند الشرقية البريطانية، التي ولت مير جعفر على العرش، «كحاكم دمية» ووضعت نفسها على السلطة السياسية في البنغال.
وفي عام 1765، أصبح روبرت كليف، من شركة الهند الشرقية البريطانية، أول حاكم بريطاني للبنغال. حصل على الضمانة الأبدية  من أجل شركة الديواني (الإيرادات والعدالة المدنية) لفرع البنغال آنذاك من قبل الإمبراطور المغولي آنذاك شاه علم الثاني، وهكذا تم تأسيس نظام الحكومة المزدوجة وتم تشكيل رئاسة البنغال. وفي عام 1772، ألغي نظام الحكومة المزدوجة وأُخضع البنغال للسيطرة المباشرة من قبل البريطانيين. وفي عام 1793، عندما تم أخذ نظام (نوازات) (السلطة العسكرية والعدالة الجنائية) من النواب، ظلوا مجرد متقاعدين لصالح شركة الهند الشرقية البريطانية.و بعد ثورة عام 1857، انتهى حكم الشركة في الهند وتولى التاج البريطاني الأراضي التي كانت تحت الحكم المباشر لشركة الهند الشرقية البريطانية في عام 1858، والتي كانت بداية الراج البريطاني.
أصبحت هذه الأراضي، بما في ذلك أراضي نواب ناظم،  تحت الحكم المباشر للتاج البريطاني وتم تأسيس الراج البريطاني في الهند. وهكذا، ظل نواب نيزام مجرد الرؤساء الفخريين لأراضيهم التي يحكمها  التاج البريطاني، ولم يكن لديهم أي نوع من السيطرة السياسية أو أي نوع سيطرة آخر على الإقليم. تنازل النائبب الأخير للبنغال  منصور علي خان في الأول
من تشرين الثاني في عام 1880  لصالح ابنه الأكبر.

#### سلالات النواب الحاكمة
من 1717 حتى 1880، حكمت ثلاث سلالات إسلامية متعاقبة - ناصري وأفشار ونجافي - ما كان يعرف آنذاك باسم البنغال.حكمت السلالة الأولى، سلالة الناصري، من عام 1717 حتى عام 1740. ولد مؤسس الناصري، مرشد قولي خان، كديكواني فقير ومن ثم  قد تم بيعه في سوق  العبيد واشتراه   حاجي شافي أصفهاني، وهو تاجر فارسي من أصفهان، الذي قام بإدخاله في الإسلام. بدأ خدمة الإمبراطور المغولي أورنجزيب وارتفعت رتبه حتى أصبح نائب نظام البنغال في 1717، هو المنصب الذي شغله حتى وفاته في 1727. وخلفه  ابنه في القانون، شجاع الدين محمد خان. وبعد وفاة شجاع الدين عام 1739، خلفه ابنه، سارفراز خان، الذي تولى المنصب حتى قُتل في معركة جريا عام 1741، وخلفه ألفاردي خان، الحاكم السابق لباتنا  لاسرة افشار في عام 1740.
حكمت الأسرة الثانية، أسرة أفشار، من عام 1740 إلى 1757. وقد قتل سراج الدين (حفيد ألباردي خان)، آخر نائب من الأفشار  في معركة بلاسي في عام 1757. وقد خلفتهم عائلة النجيفي، العائلة الثالثة والأخيرة، في حكم البنغال بالكامل .

## حملات مارثا
نفذت إمبراطورية ماراثا ست حملات في البنغال من عام 1741 إلى عام 1748. وقد استطاع جنرال مارثا، راغوناث راو،  ضم أوريسا إلى مملكته التي تشكل الأكبر بشكل دائم، حيث نجح في استغلال الظروف الفوضوية السائدة في البنغال وبيهار وأوريسا بعد وفاة مرشد قولي خان في عام 1727. وقد تدمرت كلا من  أوريسا والبنغال وأجزاء من ولاية بيهار اقتصاديا بسبب مضايقات جماعات البهونسيلز .وقد أقام علي وردي خان السلام مع راغوناثراو  في عام 1751 متنازلا للأبد عن المناطق التي تمتد من  اوريسا  إلى نهر سوفارناريخا، بالإضافة  إلى دفع £ 12 من عملة اللآك سنويا بدلا من ليو في كوث في كل من البنغال وبيهار.
تضمنت المعاهدة دفع 29,400$ من دولارات الولايات المتحدة باسم Chauth for Bengal (تشمل كل من ولاية البنغال الغربية وبنغلادش) 17,640$ ع لبهار (بما في ذلك جهارخاند). بعد ذلك، وعد مارثا بعدم عبور حدود نواب إقليم البنغال.
وهكذا، تم الترحيب بباجي راو كأعظم زعيم لمراثا بعد شيفاجي بسبب نجاحه في إخضاع حكام المسلمين في شرق الهند في ولايات مثل البنغال وبيهار وأوريسا لحكم مارثا.

## الحكم البريطاني على نواب البنغال
أدى تفكك الإمبراطورية المغولية المركزية بحلول عام 1750 إلى إنشاء العديد من الممالك شبه المستقلة (جميع مقاطعات الإمبراطورية المغولية السابقة). هوقد هزم النائب سراج الدولة من قبل القوات البريطانية للسير روبرت كلايف في معركة بلاسي في عام 1757. بعد ذلك أصبح نواب البنغال «دمى حاكمة»  تعتمد على الدعم العسكري من شركة الهند الشرقية البريطانية لتأمين عرشهم. وبعد انتصار البريطانيين في المعركة، فقد تم استبدال سراج الدولة  بمير جعفر. وقد قاده روبرت كلايف شخصياً إلى العرش . وقد حاول سراج الدولة لفترة وجيزة إعادة تأكيد سلطته من خلال التحالف مع الهولنديين، ولكن هذه الخطة انتهت بمعركة تشينسورا.وقد أصبحت سلطة النواب محدودة نتيجة الهزيمة في معركة بوكسار، ومنح الديوانيين سلطة (جمع الإيرادات) من البنغال من قبل الإمبراطور المغولي آنذاك شاه علم الثاني واعطائها إلى شركة الهند الشرقية البريطانية في أغسطس 1765، وتعيين وارن هاستينغز من قبل شركة الهند الشرقية كأول جنرال حاكم  للبنغال في 1773 .و بحلول عام 1773، استولت شركة الهند الشرقية البريطانية على الكثير من السلطة وتولت  رئاسة البنغال على المناطق التي يحكمها النواب، والتي تتضمن  شبه البنغال إلى جانب بعض المناطق الأخرى، كما قامت بإلغاء نظام الحكومة المزدوجة.
في 1793 (أثناء حكم نواب مبارك الدلة)، تم إلغاء النظام متمثلا ب (القوة العسكرية، المدنية والجنائية)، وقد  ضمت شركة الهند الشرقية البريطانية مقاطعة المغول السابقة كجزء من إمبراطوريتها وسيطرت سيطرة كاملة على المنطقة .لذا فقد أصبح نواب البنغال مجرد متقاعدين لشركة الهند الشرقية البريطانية. كما ألغيت جميع مكاتب الديوان باستثناء الديوان التونسي.
بعد ثورة 1857، انتهى حكم الشركة في الهند، وانضمت جميع الأراضي التي كانت تخضع لحكم شركة الهند الشرقية البريطانية  إلى  العرش البريطاني عام 1858، والتي كانت بداية الراج البريطاني. وجاءت السيطرة الإدارية للهند  قبل الخدمة المدنية الهندية، التي كان لها سيطرة إدارية على جميع المناطق في الهند  باستثناء الولايات الأميرية.
كان منصور علي خان (المعروف أيضا باسم فيرادون جان) هو آخر نائب للبنغال. وقد  أصبح النظام في مرشد أباد متورطا في الديون خلال فترة حكمه، وقد اشتركت حكومة الهند آنذاك في أعمال لمنع المزيد من المطالبات. غادر فيرادون جاه مرشد أباد في فبراير 1869 وبدأ العيش في إنجلترا.وتم إلغاء  لقب «نواب البنغال» في عام 1880. وقد عاد إلى بومباي في أكتوبر 1880 ولكنه قضى معظم وقته في الدفاع عن قضيته ضد أوامر حكومة الهند. ولكن بعد عدم تمكنه من حلها، تنازل النائب عن ألقاب نواب النظام في كل من  البنغال وبيهار وأوريسا لصالح ابنه الأكبر في سانت آيفز، مايدنهيد، في الأول من شهر تشرين الثاني عام 1880 .

## ظهور نائب مرشد أباد ونواب آخرون بعد استقلال الهند
خلف نواب مرشد أباد نواب النظام في كل من البنغال وبيهار وأوريسا، وعرفوا  بنواب بهادور من مرشد أباد، بعد تنازل منصور علي خان .كان نواب  مرشد أباد هم خلفاء نواب البنغال .ولم يكن لديهم أي سلطة فعلية بعد أن قام اللورد كلايف بتأمين ديواني البنغال من الإمبراطور المغولي شاه ألام الثاني في عام 1765 لشركة الهند الشرقية. لذا فقد استمتعوا بسخاء باللقب والامتيازات إلى جانب الأوسمة التي حصلوا عليها. وحصلوا على تغيير في اللقب بسبب إلغاء لقب نواب البنغال في عام 1880. ولم يكن لديهم أي رأي يستعطيعون به التحكم بأي سلطة مهمة.
بعد استقلال الهند في عام 1947، خضعت جميع الولايات غير الأميرية لاختبار الأغلبية الدينية حيث شكلت المناطق الخاضعة لباكستان الغالبية المسلمة، في حين شكلت المناطق الأخرى دولة الهند. أصبحت مرشد أباد (عاصمة كل من نواب البنغال ونواب مرشد أباد) جزءًا من شرق باكستان (بنغلاديش حاليًا) لمدة يومين، حيث كانت تحظى بالغالبية المسلمة. برغم ذلك، فقد أصبحت جزءًا من الهند في السابع عشر من شهر آب عام 1947. تم إسقاط العلم الباكستاني من قصر هازارداري وتم رفع الالوان الثلاثة للعلم الوطنيالهندي فوق القصر. ولم تكن للنواب _ بعد سيطرة  البريطانيين_ أي سلطة فعلية وبعد الاندماج مع الهند أيضا .فقد استولت حكومة الهند على السلطة، حيث تولت السيطرة على جميع المناطق التي اندمجت مع الهند. علاوة على ذلك، مع صدور الدستور الهندي في السادس والعشرين من شهر يناير 1950، تحولت  الهند إلى جمهورية الهند، وألغت المادة 18 من الدستور الهندي (والتي هي جزء من الحق في المساواة، حق أساسي في الهند) الألقاب. وتحرم هذه المادة على الدولة من أن تمنح أية ألقاب باستثناء تلك  التي تقدمها الحكومة لأولئك الذين تركوا بصماتهم في المجالات العسكرية والأكاديمية. وتشمل هذه الجوائز والألقاب «بهارات راتنا» و«بادما شري» و«بادما فيبهوهان» (وقد أيدت المحكمة العليا في الهند، في الخامس عشر من شهر كانون الأول  عام 1995،  صحة هذه الجوائز). وهكذا، مع صدور الدستور، ألغي لقب نواب باهادور من مرشد أباد. وعلى الرغم من أن نائب واريس علي ميرزا كان يحمل ألقاب مثل رأس الدولة، إلا أنها لم تكن معترف بها رسميا أو قانونيا.
على الرغم من أن نائب باهادور من مرشد أباد لا يتمتع بأي سلطة سياسية، شغل نائب باهادور سيد واصف علي ميرزا خان بهادور المنصب، والذي تولاه منذ عام 1906، وبعد وفاته في عام 1959، ومن ثم خلفه ابنه ، سيد واصف علي ميرزا خان بهادو وتوفي واريس علي ميرزا في عام 1969، مخلفا ثلاثة أبناء وثلاث بنات. ووفقاً لقانون النواب فإن الابن الأكبر هو من يشغل خلافة المنصب  ، إلا أن الابن الأكبر للوارس علي ، واكف علي ميرزا بهادور ، تم استبعاده من خلافة والده بسبب التعاقد في زواج مع غير مسلمة  وعدم اعترافه بالدين الإسلامي.
توفي واريس علي ميرزا ، ثالث نواب بهادور في مرشد أباد ، في عام 1969، ولم يتخذ أي خطوات خلال حياته لتأسيس خلافته. وقد توفي قبل أن يعلن من سيخلفه، ولم يكن هناك خليفة واضح لوارس علي.
ومنذ ذلك الحين لم يكن هناك خليفة واضح لوارس علي وكان المنصب محط نزاع واندلعت معركة قانونية. ادعى عباس علي ميرزا أنه الوريث الشرعي لوارث علي بكونه ابن شقيقة واريس أليس ، وجده هو ثاني نواب بهادور في مرشد أباد  واصف علي ميرزا. بينما زعم ساجد علي ميرزا نفس الأمر كونه الابن الناتج  من زواج متاح من واصف علي. وصلت القضية إلى المحكمة العليا ، وفي النهاية ، أصدر قاضيا المحكمة العليا ، القاضي رانجان جوجوي والقاضي ر. أغروال ، حكمهما في الثالث عشر من شهر آب عام 2014، معلنان أن عباس علي ميرزا (72 عاما) (الاسم الكامل ، سيد محمد عباس علي ميرزا))، الذي تصادف أنه ابن الابنة الوحيدة لأب واريس علي ، واصف علي ميرزا (ثالث نواب بهادور من مرشد أباد)، هو الخلف والوارث الشرعي لنائب مرشد أباد السابق ، واريس علي ميرزا. وأقرت المحكمة أن عباس علي ميرزا ، ابن سيد محمد صادق علي ميرزا ، هو الخليفة المباشر لوارس علي ميرزا. ومع ذلك ، فإن القضية المرفوعة ضد ضم الدولة لعقار مرشد أباد ، والتي تبلغ قيمتها عدة آلاف من العملات ، ما زالت مستمرة حتى عام 2014.
على ذلك ، تجدر الإشارة إلى أنه بعد استقلال الهند في عام 1947، ومن ثم  صدور دستور الهند في السادس والعشرين من شهر يناير 1950 الذي حول دولة الهند إلى جمهورية الهند، فقد ألغت المادة 18 من الدستور الهندي جميع الألقاب ، باستثناء تلك التي تقدمها حكومة الهند لأولئك الذين تركوا بصماتهم في المجالات العسكرية والأكاديمية. ومع ذلك ، في إطار سياسة Privy Purse ، تم السماح للنبلاء بالتمتع ببعض الامتيازات والاحتفاظ بألقابهم. لكن هذه السياسة قد ألغيت في عام 1971 بموجب التعديل السادس والعشرين لدستور الهند. وهكذا تم إلغاء لقب «نواب بهادور من مرشد أباد» رسميا ، دستوريا وقانونيا في عام 19719. ومع إلغاء الألقاب في الهند ، لم يعد لقب نواب باهادور في مرشد أباد موجودًا. إلا أن عباس علي ميرزا يمكن أن ينجح الآن في منصب واريس علي ميرزا بشكل قانوني ، لكن لقبه كنائب رابع لباهادور في مرشد أباد سيكون غير رسمي ، حيث أن اللقب ليس معترف به قانونيا ورسميا.